# Trachystolodes
Trachystolodes is een kevergeslacht uit de familie van de boktorren (Cerambycidae). De wetenschappelijke naam van het geslacht werd voor het eerst geldig gepubliceerd in 1943 door Breuning.

## Soorten
Trachystolodes omvat de volgende soorten:
- Trachystolodes bimaculatus (Kriesche, 1924)
- Trachystolodes tonkinensis Breuning, 1943